# Archäologisches Präfekturmuseum der Burg Azuchi, Shiga
Das Archäologische Präfekturmuseum der Burg Azuchi, Shiga (jap. 滋賀県立安土城考古博物館, Shiga-ken Azuchi-jō Kōko Hakubutsukan, engl. Shiga Prefectural Azuchi Castle Archaeological Museum) ist ein archäologisches Themenmuseum in Ōmihachiman, in der Präfektur Shiga, Japan.
Die Einrichtung dient dem Erhalt und der Erforschung der vier historischen Stätten und Kulturgüter: der Burgruine Azuchi, des archäologischen Fundplatzes Dainaka no kominami (大中の湖南), des Schlüsselloch-Kofun Azuchi Hyōdanyama (安土瓢箪山古墳) und der Burg Kannonji, in deren Mittelpunkt der Geschichtspark Ōmi Fudoki no Oka (近江風土記の丘) liegt.
Der Museumskomplex ging 1992 aus dem 1970 als Vorläufer gegründeten Archiv Ōmi Fudoki no Oka der Präfektur Shiga (滋賀県立近江風土記丘資料館) hervor. Das Museum besitzt eine Gesamtfläche von 67.836 m², davon 5846 m² Innenräume mit einer Ausstellungsfläche von 4424 m².

## Ausstellungsschwerpunkte
- Ständige Ausstellung Raum 1:
  - Yayoi-Zeit: Fundplatz Dainaka no kominami, Rekonstruktion Yayoi-zeitlicher Erdgrubenwohnungen in Originalgröße
  - frühe Kofun-Zeit: Dainaka-no-kominami-Kofun, Yukinoyama-Kofun (雪野山古墳), Rekonstruktion von Höhlengräbern (横穴式石室, yokoanashiki sekishitsu) in Originalgröße
  - mittlere Kofun-Zeit: Shingai-Kofungruppe
  - späte Kofun-Zeit: Kamoinariyama-Kofun (鴨稲荷山古墳), Yamatsuteru-jinja Kofun (山津照神社古墳)
- Ständige Ausstellung Raum 2:
  - Burgen der Sengoku-Zeit: Burg Kannonji, Burg Odani (小谷城), Rokkaku-Clan (六角氏), Azai-Clan (浅井氏)
  - Burg der Azuchi-Momoyama-Zeit: Burg Azuchi, Materialien zu Oda Nobunaga
  - Burg der Edo-Zeit: Burg Hikone
- Ständige Ausstellung Freifläche:
  - altes Wohnhaus der Familie Miyaji (旧宮地家住宅, Kyū-Miyajikejūtaku) – 1754 in Kunitomo, Nagahama erbautes und von dort ins Museum verbrachtes, als wichtiges Kulturgut deklariertes Wohnhaus
  - die 1876 in der Giyōfū-Bauweise (擬洋風建築 ~ kenchiku) errichtete alte Kyūryūgen-Schule (旧柳原学校校舎)[2]
  - 1885 erbaute Polizeiwache Azuchi (旧安土巡査駐在所)[3]

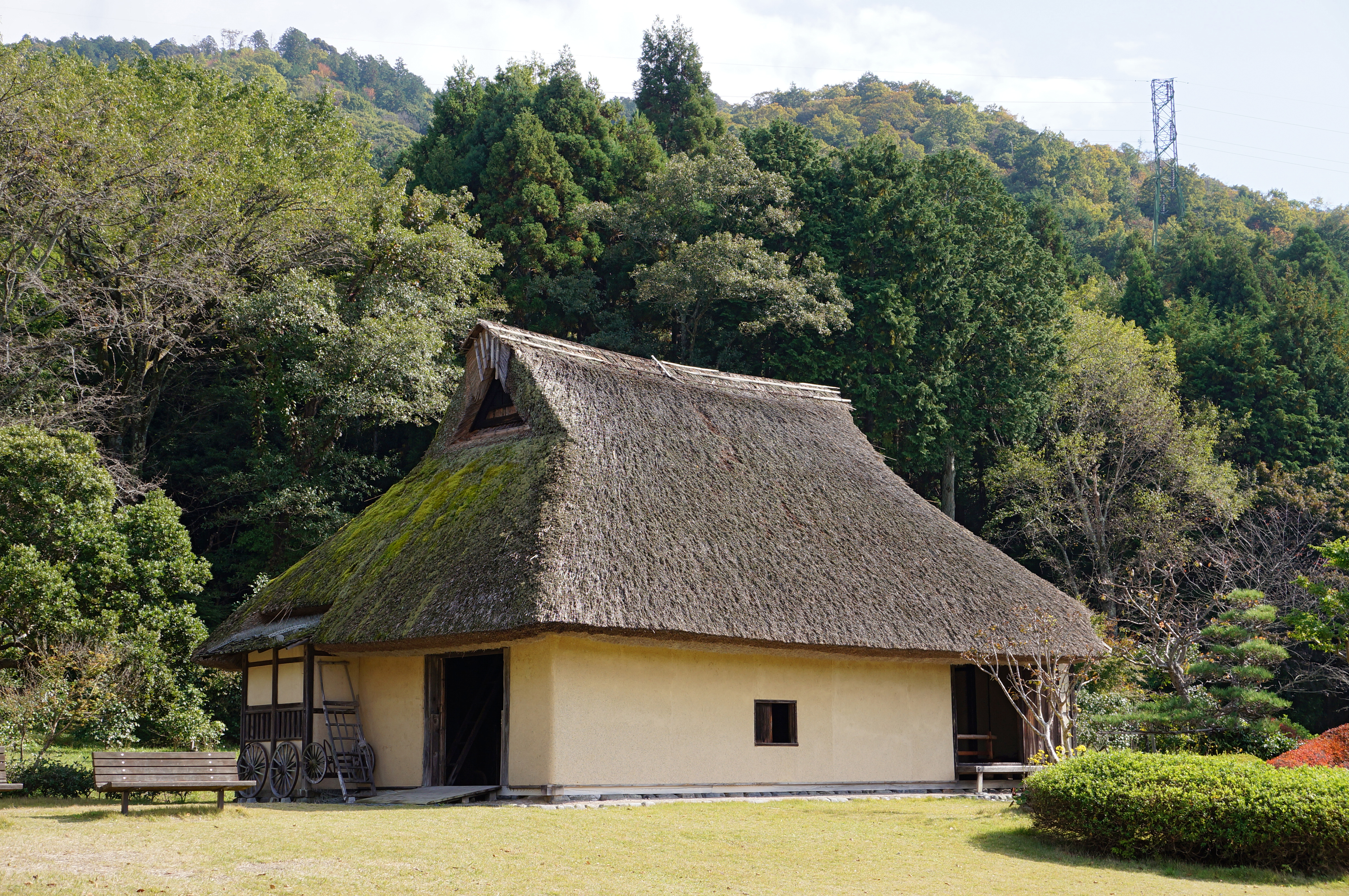
Altes Miyaji-Wohnhaus
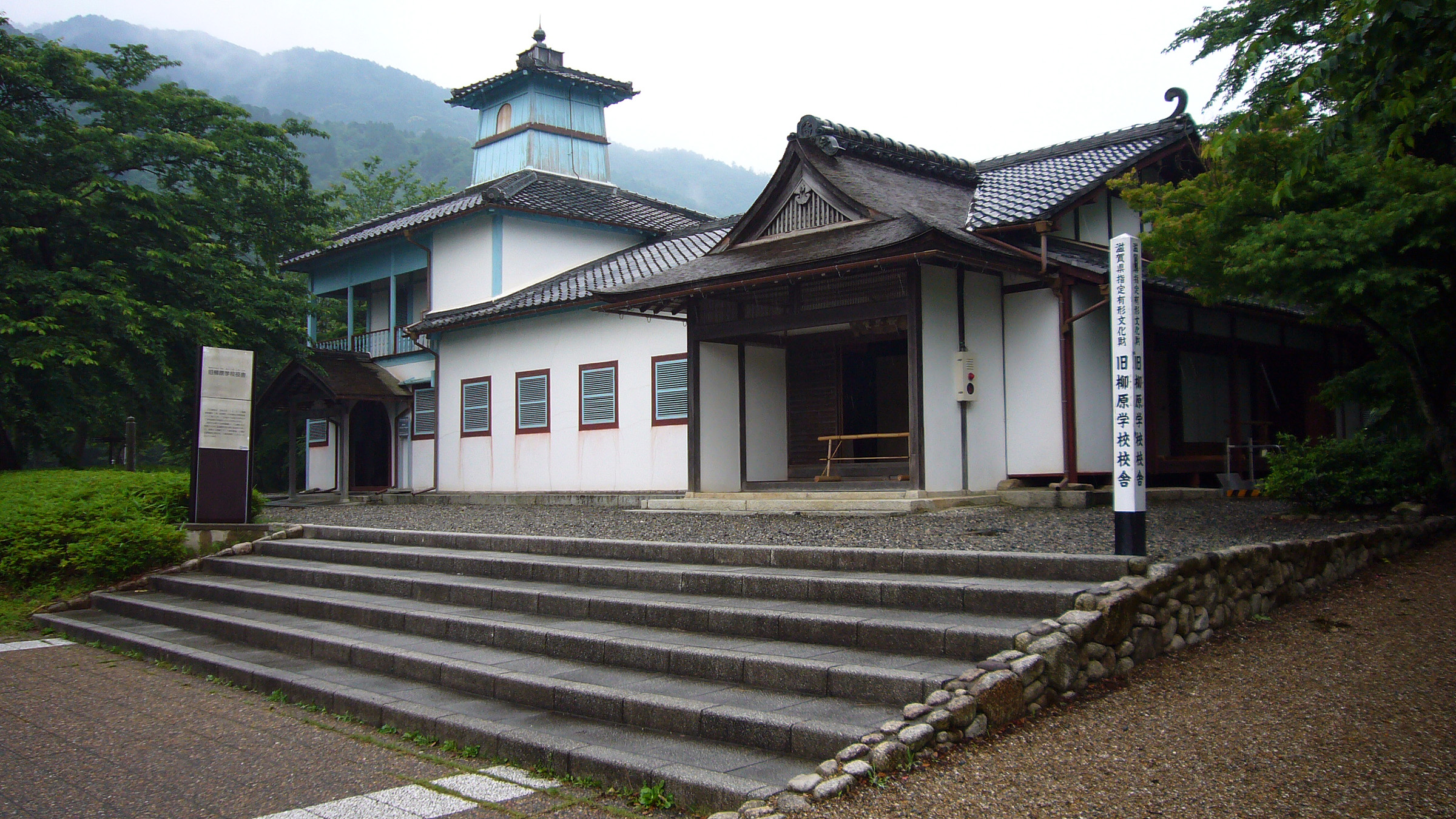
Kyūryūgen-Schule
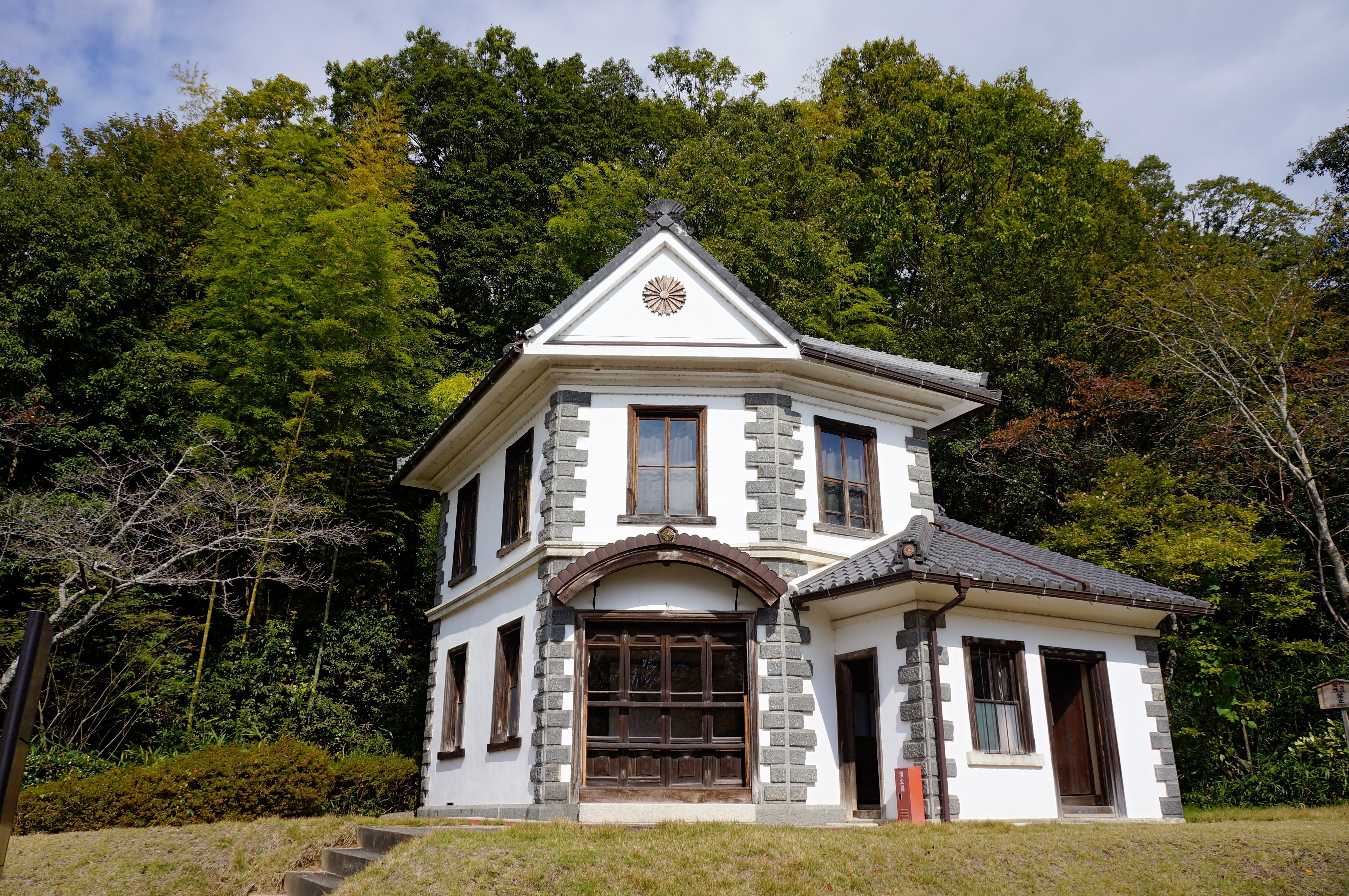
Polizeistation Azuchi